# Michel Legrand
Michel Jean Legrand (Courbevoie, Illa de França, 24 de febrer de 1932 - París, 26 de gener de 2019) fou un músic, compositor i arranjador francès. La seva carrera de compositor per al cinema va ser premiada amb tres Oscars.

## Biografia
Fill del compositor Raymond Legrand (1908-1974) i de Marcelle Der Mikaëlian, la germana del director d'orquestra Jacques Hélian, d'origen armeni, Michel Legrand estudia piano i composició al Conservatori de París de 1942 a 1949, en les classes de Lucette Descaves i Nadia Boulanger. Com la seva germana gran Christiane Legrand, que serà successivament membre de grups de jazz vocal com els Blue Stars, els Double Six i els Swingle Singers, s'apassiona pel jazz després d'haver assistit el 1947 a un concert de Dizzy Gillespie (amb qui col·laborarà alguns anys més tard, escrivint el 1952 els arranjaments per a l'orquestra de corda que acompanya el trompetista als seus concerts europeus).

### Arranjador i jazzman
El 1951, quan només té 19 anys, escriu arranjaments per a l'orquestra del seu pare, que l'introdueix en l'univers de la cançó de varietats, i comença una carrera d'acompanyant i d'arranjador per a Jacqueline François, Henri Salvador, Catherine Sauvage i Zizi Jeanmaire. Maurice Chevalier el contracta com a director musical.
El 1954, a petició de la firma americana Columbia i gràcies a Jacques Canetti productor musical de Philips que ha passat un acord amb aquesta firma, ofereix relectures jazzy de lletanies franceses. L'àlbum  I Love París  és un enorme èxit (8 milions d'exemplars); el reconeixement de Legrand és internacional. Influenciat per Stan Kenton, duu una breu carrera de músic de jazz com a líder: Holiday in Roma  el 1955, Michel Legrand Plays Cole Porter el 1957, Legrand in Rio  el 1958. Per a Legrand Jazz, grava a New York el 1958 amb Milles Davis, John Coltrane i Bill Evans, convertint-se en un dels primers europeus a treballar amb els amos del jazz modern.
El 1957, és convidat al Festival mundial de la joventut de Moscou.
El 1966, va fer els arranjaments de la cançó internacional C'est si bon de Henri Betti i André Hornez per a l'àlbum de Barbra Streisand Color Me Barbra . El 1948, el seu pare Raymond Legrand havia dirigit l'orquestra per a la gravació d'aquesta cançó per les germanes Étienne.
Algunes composicions de Michel Legrand, com El vals de les Liles  (en anglès:  Once upon a summer time , Chet Baker, Bill Evans), la Cançó de Maxence  (You must Believe in Spring ) o el tema principal de la banda original de la pel·lícula The summer knows , s'han convertit en estàndards de Jazz.

### Compositor per al cinema
El tombant dels anys 1960 i l'emergència de la Nouvelle Vague van ancorar definitivament Michel Legrand en el món de la música de cinema. Treballa per a Agnès Varda (Cléo de 5 à 7 el 1962), Jean-Luc Godard (Une femme est une femme el 1961, Vivre sa vie el 1962 i Bande à part el 1964) i sobretot Jacques Demy (Lola el 1961, Les Parapluies de Cherbourg el 1964, Les Demoiselles de Rochefort el 1967, Peau d'âne el 1970) amb qui inventa la comèdia musical a la francesa. Així Les Parapluies de Cherbourg és una pel·lícula cantada on tots els diàlegs estan inspirats per la música, cosa que era innovador en aquell temps.
El 1966, després d'haver estat nominat a l'Oscar pel seu treball sobre Les Parapluies de Cherbourg, decideix d'anar a provar la seva sort a Hollywood i s'instal·la a Los Angeles. La seva amistat amb Quincy Jones i Henry Mancini l'ajuda a fer-se un lloc en aquest medi altament competitiu i li permet trobar els lletristes Alan i Marilyn Bergman. Compon el 1968 la banda original de El cas de Thomas Crown de Norman Jewison i particularment la cançó "The Windmills of Your Mind" per la qual li serà atorgat l'any següent l'Oscar a la millor cançó original.
Dos anys més tard, rep l'Oscar a la millor música per a Estiu del 42 de Robert Mulligan (1971) on la cançó-tema The Summer Knows  per Barbra Streisand trobarà l'èxit. Entre 1971 i 1975, és nominat vint-i-set vegades als Premis Grammy, i en guanya cinc. Aconsegueix un tercer Oscar per a Yentl de Barbra Streisand el 1983. El mateix any, compon la banda sonora de Mai diguis mai més d'Irvin Kershner, última pel·lícula de James Bond amb Sean Connery la cançó de títol de la qual és escrita per Alan i Marilyn Bergman.
Ha compost més de dues-centes músiques per al cinema i la televisió.

### Pianista acompanyant i solista

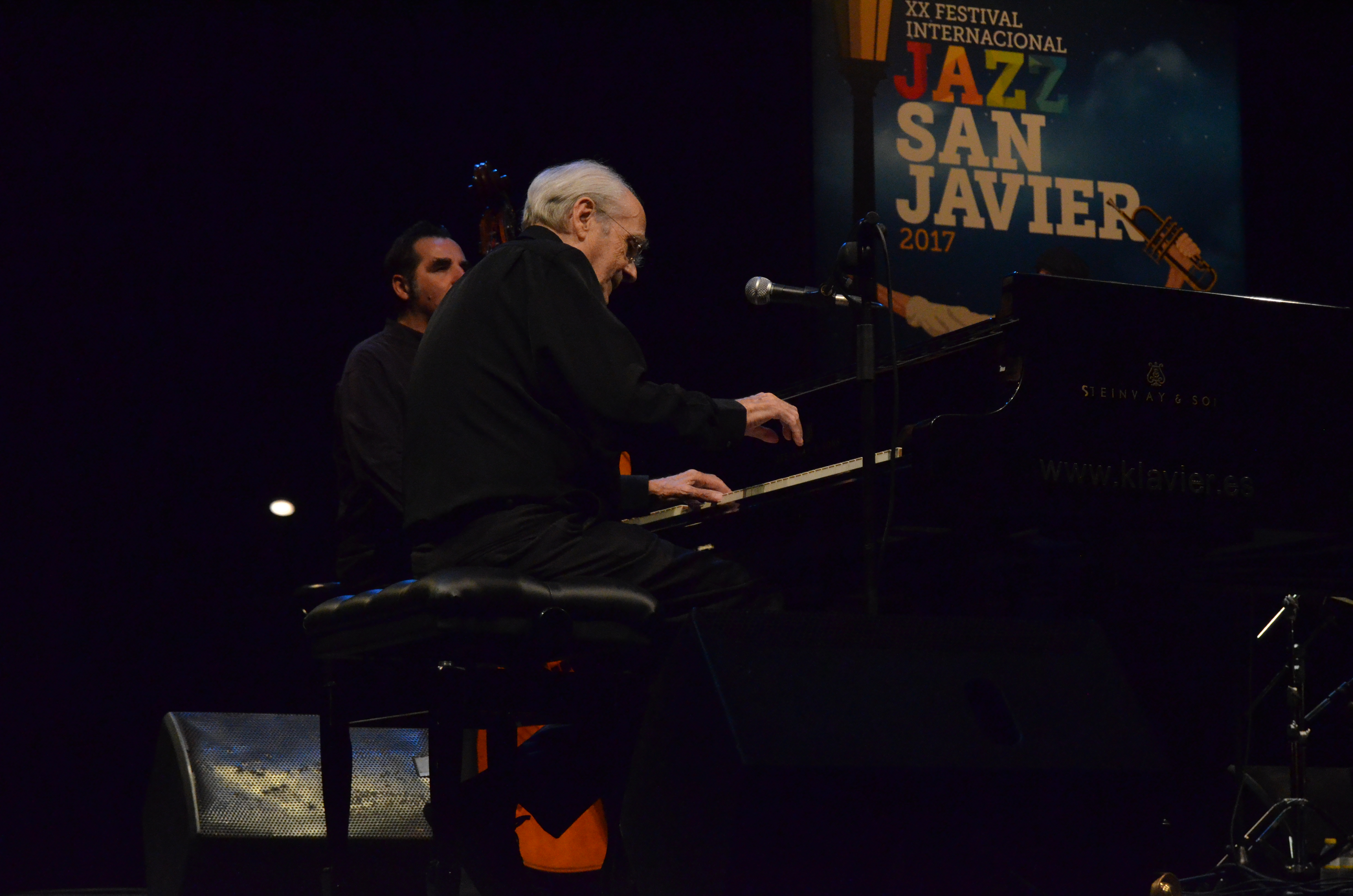
Actuació XX edició Festival Internacional de Jazz de San Javier

Michel Legrand ha gravat amb diferents artistes de la cançó en gèneres variats: Catherine Sauvage, Henri Salvador, Charles Aznavour, Zizi Jeanmaire, Frank Sinatra, Sarah Vaughan, Jack Jones, Tereza Kesovija, Ella Fitzgerald, Jessye Norman, Perry Como, Lena Horne, Kiri Te Kanawa, James Ingram, Johnny Mathis, Barbra Streisand, Frankie Laine, Nana Mouskouri, Raymond Devos, Stéphane Grappelli, Mireille Mathieu, Claude Nougaro, Mario Pelchat i més recentment amb Natalie Dessay.
Com a pianista solista ha actuat amb nombroses orquestres a través del món, sobretot les de Sant Petersburg, Vancouver, Mont-real, Atlanta i Denver.

### Vida privada
Michel Legrand ha estat casat dues vegades, amb Christine Bouchard després a Isabelle Rondon. Separat de la seva última companya, l'arpista Catherine Michel, el 2013, es casa el 16 de setembre de 2014 a l'ajuntament de Mònaco amb l'actriu Macha Méril, que havia conegut quaranta anys abans. La cerimònia religiosa té lloc dos dies més tard en el 17è districte de París.
És el pare de Dominique Rageys (nascuda el 1952), fundadora amb el seu marit del ral·li «Maroc Classic», d'Hervé Legrand (nascut el 1959), pianista i compositor, de Benjamin Legrand (nascut el 1962), cantant, de Eugénie Angot (nascuda el 1970), amazona de nivell internacional.
És germà de la cantant Christiane Legrand, germanastre de l'escriptor Benjamin Legrand i del pintor Olivera Legrand. És també l'oncle de Victòria Legrand, cantant del grup Beach House.

## Homenatges
El 5 de desembre de 2007, la facultat de música de la Universitat de Mont-real, al Quebec, li ha atorgat un doctorat honorífic pel caràcter excepcional de la seva carrera.
En ocasió dels seus cinquanta anys de carrera, a començaments de 2009, li ha estat retut un homenatge a la Filmoteca francesa a París, amb la projecció de la majoria de les pel·lícules de les quals ha escrit la música. Ha donat igualment per l'ocasió tres concerts a la sala Pleyel i concedit múltiples entrevistes a la ràdio i la televisió.

## Obres

### Cinema[8]

#### Anys 1950
- 1953: Beau fixe (curt)
- 1955: Les Amants du Tage d'Henri Verneuil
- 1957: Charmants Garçons d'Henri Decoin
- 1957: Le Triporteur de Jacques Pinoteau
- 1959: L'Amérique insolite de François Reichenbach (documental)

#### Anys 1960
- 1960: Me faire ça à moi de Pierre Grimblat
- 1960: Lola de Jacques Demy
- 1960: Chien de pique d'Yves Allégret
- 1960: Terrain vague de Marcel Carné (cocompositor amb Francis Lemarque)
- 1960: Le Cœur battant
- 1960: Les portes claquent de Jacques Poitrenaud
- 1961: Les Sept Péchés capitaux (cocompositor amb Sacha Distel i Pierre Jansen)
- 1961: Le cave se rebiffe de Gilles Grangier
- 1961: Une femme est une femme de Jean-Luc Godard
- 1962: Cléo de 5 à 7 d'Agnès Varda - també actor
- 1962: L'Empire de la nuit de Pierre Grimblat
- 1962: Eva de Joseph Losey
- 1962: Les Sept Péchés capitaux de Claude Chabrol i Édouard Molinaro
- 1962: Un cœur gros comme ça de François Reichenbach
- 1962: Retour a New York (documental)
- 1962: Comme un poisson dans l'eau d'André Michel
- 1962: Une grosse tête de Claude de Givray
- 1962: Vivre sa vie de Jean-Luc Godard
- 1962: L'Amérique lunaire (documental)
- 1962: Histoire d'un petit garçon devenu grand
- 1962: Le Joli Mai de Chris Marker
- 1963: Illuminations (documental)
- 1963: Love Is a Ball
- 1963: La Baie des Anges de Jacques Demy
- 1964: Les Parapluies de Cherbourg de Jacques Demy
- 1964: Les Plus Belles Escroqueries du monde de Claude Chabrol i Jean-Luc Godard
- 1964: Une ravissante idiote d'Édouard Molinaro
- 1964: Bande à part de Jean-Luc Godard
- 1964: Fascinante Amazonie
- 1964: Les Amoureux du France (documental)
- 1964: La Douceur du village (documental)
- 1965: Quand passent les faisans d'Édouard Molinaro
- 1966: Monnaie de singe d'Yves Robert
- 1966: Qui êtes-vous, Polly Maggoo ? de William Klein
- 1966: Tendre Voyou de Jean Becker
- 1966: La Vie de château de Jean-Paul Rappeneau
- 1966: The Plastic Dome of Norma Jean
- 1966: Et la femme créa l'amour de Fabien Collin
- 1966: L'An 2000
- 1966: L'Or et le Plomb d'Alain Cuniot
- 1967: A Matter of Innocence (ou Pretty Polly)
- 1967: How to Save a Marriage and Ruin Your Life
- 1967: Les senyoretes de Rochefort (Les Demoiselles de Rochefort) de Jacques Demy
- 1967: Le Plus Vieux Métier du monde de Claude Autant-Lara i Mauro Bolognini
- 1968: El cas de Thomas Crown de Norman Jewison
- 1968: Enfants de salauds d'André De Toth
- 1968: L'Homme à la Buick de Gilles Grangier
- 1968: Sweet November de Robert Ellis Miller
- 1968: Ice Station Zebra
- 1969: Amb els ulls tancats (The Happy Ending) de Richard Brooks
- 1969: La Pince à ongles de Jean-Claude Carrière (curt)
- 1969: Picasso Summer
- 1969: Appelez-moi Mathilde de Pierre Mondy
- 1969: La Piscine de Jacques Deray
- 1969: Un château en enfer de Sydney Pollack

#### Anys 1970
- 1970: El missatger (The Go-Between) de Joseph Losey
- 1970: Pieces of Dreams de Daniel Haller
- 1970: Peau d'Âne de Jacques Demy
- 1970: The Magic Garden of Stanley Sweetheart
- 1970: Cims borrascosos de Robert Fuest
- 1970: La Dame dans l'auto amb des lunettes et un fusil d'Anatole Litvak
- 1971: A Time for Loving (o Paris Was Made for Lovers)
- 1971: Le Mans de Lee H. Katzin
- 1971: Les Mariés de l'an II de Jean-Paul Rappeneau
- 1971: La Poudre d'escampette de Philippe de Broca
- 1971: Estiu del 42 de Robert Mulligan
- 1971: Un peu de soleil dans l'eau froide de Jacques Deray
- 1971: La Ville bidon de Jacques Baratier
- 1972: Les Feux de la Chandeleur de Serge Korber
- 1972: Un homme est mort de Jacques Deray
- 1972: La Vieille Fille de Jean-Pierre Blanc
- 1972: Lady Sings the Blues de Sidney J. Furie
- 1972: Portnoy's Complaint d'Ernest Lehman
- 1972: One Is a Lonely Number, de Mel Stuart
- 1973: Casa de nines (A Doll's House) de Joseph Losey
- 1973: The Nelson Affair (o A Bequest to the Nation)
- 1973: 40 Carats de Milton Katselas
- 1973: Cops and Robbers d'Aram Avakian
- 1973: Breezy de Clint Eastwood
- 1973: L'Événement le plus important depuis que l'homme a marché sur la Lune de Jacques Demy
- 1973: Le Gang des otages d'Édouard Molinaro
- 1973: L'Impossible Objet de John Frankenheimer
- 1973: Els tres mosqueters (The Three Musketeers) de Richard Lester
- 1974: On l'appelait Milady de Richard Lester
- 1974: Our Time
- 1975: Gulliver's Travels
- 1975: F for Fake d'Orson Welles
- 1975: Sheila Levine is Dead and Living in New York
- 1975: El meu home és un salvatge (Le Sauvage) de Jean-Paul Rappeneau
- 1976: Le Voyage de noces de Nadine Trintignant
- 1976: La Rose et la Flèche de Richard Lester
- 1976: Gable and Lombard
- 1976: Ode to Billy Joe
- 1976: La Flauta à six Schtroumpfs (animació)
- 1977: The Other Side of Midnight
- 1978: Les Routes du sud de Joseph Losey
- 1978: Lady Oscar de Jacques Demy
- 1978: Mon premier amour d'Élie Chouraqui
- 1979: The Fabulous Adventures of Baron Munchhausen (animació)

#### Anys 1980
- 1980: The Mountain Men
- 1980: Hinotori (cocompositor)
- 1980: Atlantic City de Louis Malle
- 1980: The Hunter de Buzz Kulik
- 1981: Au-delà de cette limite votre ticket n'est plus valable de George Kaczender
- 1981: Les uns et les autres de Claude Lelouch
- 1981: Tornar a l'amor (Falling in Love Again)
- 1982: El regal (Le Cadeau) de Michel Lang
- 1982: Qu'est-ce qui fait courir David ? d'Élie Chouraqui
- 1982: Slapstick (of Another Kind) de Steven Paul
- 1982: Best Friends, de Norman Jewison
- 1983: La Revanche des humanoïdes d'Albert Barillé
- 1983: Jamais plus jamais d'Irvin Kershner
- 1983: Un amour en Allemagne d'Andrzej Wajda
- 1983: Yentl de Barbra Streisand
- 1984: Paroles et Musique d'Élie Chouraqui
- 1984: Train d'enfer de Roger Hanin
- 1984: Secret Places de Zelda Barron
- 1984: Micki et Maude de Blake Edwards
- 1985: Partir, revenir de Claude Lelouch
- 1985: Palace d'Édouard Molinaro
- 1985: Parking de Jacques Demy
- 1987: Club de trobades (Club de rencontres)
- 1987: Spirale de Christopher Frank
- 1988: La Boutique de l'orfèvre de Michael Anderson
- 1988: Scoop de Ted Kotcheff
- 1988: Trois places per le 26 de Jacques Demy
- 1989: Cinc dies de juny (Cinq jours en juin) de Michel Legrand - també guionista i director

#### Anys 1990
- 1990: Fuga dal paradiso d'Ettore Pasculli
- 1990: Gaspard et Robinson de Tony Gatlif
- 1991: The Burning Shore
- 1991: Dingo de Rolf De Heer
- 1993: The Pickle de Paul Mazursky
- 1994: Prêt-à-porter de Robert Altman
- 1995: Aaron et le Livre des merveilles de Jaqueline Galia Benousilio i Albert Hanan Kaminski
- 1995: Torin's Passage de Sierra On-Line
- 1995: Els miserables (Les Misérables) de Claude Lelouch
- 1995: Les Enfants de Lumière de Jacques Perrin
- 1998: Madeline de Daisy Von Scherler Mayer
- 1999: La Bûche de Danièle Thompson
- 1999: Doggy Bag de Frédéric Comtet

#### Anys 2000
- 2000: La Bicyclette bleue de Thierry Binisti
- 2002: And now... Ladies and Gentlemen de Claude Lelouch
- 2005: Cavalcade de Steve Suissa
- 2006: Paris, je t'aime de Bernardo Bertolucci et Seijun Suzuki
- 2008: Disco de Fabien Onteniente
- 2009: Oscar et la Dame rose de Éric-Emmanuel Schmitt

#### Anys 2010
- 2013: Max Rose de Daniel Noah
- 2015: La Rançon de la gloire de Xavier Beauvois

### Televisió
- 1958: L'Américain se détend
- 1970: Oum le dauphin blanc de René Borg (sèrie d'animació)
- 1970: Brian's Song de Buzz Kulik (telefilm)
- 1973: The Adventures of Don Quixote (telefilm)
- 1974: It's Good To Be Alive (telefilm)
- 1975: Cage Without a Key (telefilm)
- 1978: Michel's Mixed Up Musical Bird (telefilm)
- 1982: A Woman Called Golda (telefilm)
- 1982: Le Rêve d'Icare de Jean Kerchbron
- 1982: Il était une fois... l'Espace d'Albert Barillé (sèrie d'animació)
- 1984: The Jesse Owens Story (telefilm)
- 1985: Promises to Keep (telefilm)
- 1986: Crossings (mini-sèrie)
- 1986: As Summers Die (telefilm)
- 1986: Sins (mini-sèrie)
- 1987: Casanova (mini-sèrie)
- 1990: Not a Penny More, Not a Penny Less (mini-sèrie)
- 1991: La Montagna dei Diamanti (mini-sèrie)
- 1995: The Ring (mini-sèrie)
- 2008: Il était une fois... notre Terre d'Albert Barillé
- 2011: l'amour dure 3 ans (telefilm)

### Òpera
- Dreyfus, llibret de Didier van Cauwelaert sobre l'Affaire Dreyfus (2013)

## Discografia

### Músic
- 1954: I Love Paris
- 1957: Bonjour Paris (amb el pseudònim Big Mike)
- 1958: Legrand in Rio
- 1958: Legrand Jazz, amb Miles Davis, Bill Evans, Paul Chambers, John Coltrane
- 1959: Paris Jazz Piano, amb Guy Pedersen i Gus Wallez
- 1969: Bud Shank plays Michel Legrand
- 1971: Communications '72, amb Stan Getz
- 1979: Le Jazz Grand, amb Gerry Mulligan
- 1999: Legrand Big Band
- 2008: Nicolas Folmer plays Michel Legrand, amb Nicolas Folmer

### Cantant
- Les Moulins de mon cœur
- Avant le Jazz
- La Valse des Lilas
- Brûl' pas tes doigts
- Quand ça balance
- Paris Violí
- Elle a... Elle a pas...
- Les Enfants qui pleurent
- Soleil à vendre
- Comme elle est longue à mourir ma jeunesse
- Pourquoi ?
- Où vont les ballons ?
- Les Grands Musiciens
- Celui-là
- Sérénade du XXe siècle
- 1789
- Besoin de rien
- Les Grands Musiciens
- Qui es-tu?
- Trombones, Guitares et Cie
- Et si demain (amb Nana Mouskouri)
- Quand on s'aime (amb Nana Mouskouri)
- La Partie de tennis
- 1964
- Oum le dauphin

## Premis i nominacions

### Premis
- 1969: Oscar a la millor cançó original per El cas de Thomas Crown amb "The Windmills of Your Mind"
- 1969: Globus d'Or a la millor cançó original per El cas de Thomas Crown amb "The Windmills of Your Mind"
- 1972: Oscar a la millor banda sonora per Estiu del 42
- 1972: BAFTA a la millor música per Estiu del 42
- 1984: Oscar a la millor banda sonora per Yentl

### Nominacions
- 1966: Oscar a la millor banda sonora per Les Parapluies de Cherbourg
- 1966: Oscar a la millor cançó original per Les Parapluies de Cherbourg amb "I Will Wait for You"
- 1966: Grammy al millor àlbum de banda sonora original escrit per pel·lícula o televisió per Les Parapluies de Cherbourg
- 1969: Oscar a la millor banda sonora per El cas de Thomas Crown
- 1969: Oscar a la millor banda sonora per Les senyoretes de Rochefort
- 1969: Globus d'Or a la millor banda sonora per El cas de Thomas Crown
- 1970: Oscar a la millor cançó original per Amb els ulls tancats amb "What Are You Doing for the Rest of Your Life?"
- 1970: Globus d'Or a la millor banda sonora per Amb els ulls tancats
- 1970: Globus d'Or a la millor cançó original per Amb els ulls tancats amb "What Are You Doing for the Rest of Your Life?"
- 1970: BAFTA a la millor música per El cas de Thomas Crown
- 1971: Oscar a la millor cançó original per Pieces of Dreams amb "Pieces of Dreams"
- 1971: Globus d'Or a la millor banda sonora per Cims borrascosos
- 1971: Globus d'Or a la millor cançó original per Pieces of Dreams amb "Pieces of Dreams"
- 1972: Globus d'Or a la millor banda sonora per Estiu del 42
- 1972: Globus d'Or a la millor banda sonora per Le Mans
- 1972: Primetime Emmy a la millor composició musical en programa especial per Brian's Song
- 1973: Globus d'Or a la millor banda sonora per Lady Sings the Blues
- 1974: Globus d'Or a la millor banda sonora per Breezy
- 1974: Globus d'Or a la millor cançó original per Breezy amb "Breezy's Song"
- 1975: BAFTA a la millor música per Els tres mosqueters (The Three Musketeers)
- 1975: Grammy al millor àlbum de banda sonora original escrit per pel·lícula o televisió per The Three Musketeers
- 1981: Globus d'Or a la millor cançó original per Tornar a l'amor amb "Yesterday's Dreams"
- 1981: César a la millor música original per Atlantic City
- 1982: Primetime Emmy a la millor composició musical en minisèrie o especial per A Woman Called Golda
- 1982: César a la millor música original per Les uns et les autres
- 1983: Oscar a la millor cançó original per Best Friends amb "How Do You Keep the Music Playing?"
- 1984: Oscar a la millor cançó original per Yentl amb "The Way He Makes Me Feel"
- 1984: Oscar a la millor cançó original per Yentl amb "Papa, Can You Hear Me?"
- 1984: Globus d'Or a la millor banda sonora per Yentl
- 1984: Globus d'Or a la millor cançó original per Yentl amb "The Way He Makes Me Feel"
- 1985: César a la millor música original per Paroles et musique
- 1985: Grammy al millor àlbum de banda sonora instrumental escrit per pel·lícula o televisió per Yentl
- 2002: Tony Award a la millor música original per Amour (musical)